# Cymosafia
Cymosafia is een geslacht van vlinders van de familie spinneruilen (Erebidae), uit de onderfamilie Catocalinae.

## Soorten
- C. andraei Köhler, 1979
- C. dolorosa Köhler, 1979
- C. laba Druce, 1890
- C. pallida Hampson, 1913
- C. pumilia Köhler, 1979